# Kreml Kupa
A Kreml Kupa (angolul Kremlin Cup) minden év októberében megrendezett tenisztorna Moszkvában.
A férfiak versenye az ATP 250 Series tornák közé tartozik, összdíjazása 725 000 dollár. A női verseny Premier kategóriájú, összdíjazása 721 000 dollár. Mindkét versenyen huszonnyolc játékos vesz részt a főtábla küzdelmeiben, az első négy kiemeltnek nem kell játszania az első körben.
A mérkőzéseket  kemény borítású fedett pályákon játsszák, a férfiak 1990, a nők 1996 óta. A nők a korábbi években külön tornán vettek részt, amelynek neve Moscow Ladies Open volt. Ez egyesült 1996-ban a férfiak versenyével. 2018-tól a Moscow Open önálló tornaként ismét felkerült a WTA versenynaptárába.

## Döntők

### Férfi egyes
|      | Győztes                              | Ellenfél a döntőben                  | Eredmény a döntőben                  |
| ---- | ------------------------------------ | ------------------------------------ | ------------------------------------ |
| 2021 | Aszlan Karacev                       | Marin Čilić                          | 6–2, 6–4                             |
| 2020 | A koronavírus-járvány miatt elmaradt | A koronavírus-járvány miatt elmaradt | A koronavírus-járvány miatt elmaradt |
| 2019 | Andrej Rubljov                       | Adrian Mannarino                     | 6–4, 6–0                             |
| 2018 | Karen Hacsanov                       | Adrian Mannarino                     | 6–2, 6–2                             |
| 2017 | Damir Džumhur                        | Ričardas Berankis                    | 6–2, 1–6, 6–4                        |
| 2016 | Pablo Carreño Busta                  | Fabio Fognini                        | 4–6, 6–3, 6–2                        |
| 2015 | Marin Čilić                          | Roberto Bautista Agut                | 6–4, 6–4                             |
| 2014 | Marin Čilić                          | Roberto Bautista Agut                | 6–4, 6–4                             |
| 2013 | Richard Gasquet                      | Mihail Kukuskin                      | 4–6, 6–4, 6–4                        |
| 2012 | Andreas Seppi                        | Thomaz Bellucci                      | 3–6, 7–6(3), 6–3                     |
| 2011 | Janko Tipsarević                     | Viktor Troicki                       | 6–4, 6–2                             |
| 2010 | Viktor Troicki                       | Márkosz Pagdatísz                    | 3–6, 6–4, 6–3                        |
| 2009 | Mihail Juzsnij                       | Janko Tipsarević                     | 6–7(5), 6–0, 6–4                     |
| 2008 | Igor Kunyicin                        | Marat Szafin                         | 7–6(6), 6–7(4), 6–3                  |
| 2007 | Nyikolaj Davigyenko                  | Paul-Henri Mathieu                   | 7–5, 7–6(9)                          |
| 2006 | Nyikolaj Davigyenko                  | Marat Szafin                         | 6–4, 5–7, 6–4                        |
| 2005 | Igor Andrejev                        | Nicolas Kiefer                       | 5–7, 7–6(3), 6–2                     |
| 2004 | Nyikolaj Davigyenko                  | Greg Rusedski                        | 3–6, 6–3, 7–5                        |
| 2003 | Taylor Dent                          | Sargentinis Sargentinsian            | 7–6(5), 6–4                          |
| 2002 | Paul-Henri Mathieu                   | Sjeng Schalken                       | 4–6, 6–2, 6–0                        |
| 2001 | Jevgenyij Kafelnyikov                | Nicolas Kiefer                       | 6–4, 7–5                             |
| 2000 | Jevgenyij Kafelnyikov                | David Prinosil                       | 6–2, 7–5                             |
| 1999 | Jevgenyij Kafelnyikov                | Byron Black                          | 7–6(2), 6–4                          |
| 1998 | Jevgenyij Kafelnyikov                | Goran Ivanišević                     | 7–6(2), 7–6(5)                       |
| 1997 | Jevgenyij Kafelnyikov                | Petr Korda                           | 7–6(2), 6–4                          |
| 1996 | Goran Ivanišević                     | Jevgenyij Kafelnyikov                | 3–6, 6–1, 6–3                        |
| 1995 | Carl-Uwe Steeb                       | Daniel Vacek                         | 7–6(5), 3–6, 7–6(6)                  |
| 1994 | Alekszandr Volkov                    | Chuck Adams                          | 6–2, 6–4                             |
| 1993 | Marc Rosset                          | Patrik Kühnen                        | 6–4, 6–3                             |
| 1992 | Marc Rosset                          | Carl-Uwe Steeb                       | 6–2, 6–2                             |
| 1991 | Andrej Cserkaszov                    | Jakob Hlasek                         | 7–6(2), 3–6, 7–6(5)                  |
| 1990 | Andrej Cserkaszov                    | Tim Mayotte                          | 6–2, 6–1                             |

### Női egyes
| Év                  | Győztes                              | Ellenfél a döntőben                  | Eredmény a döntőben                  |
| ------------------- | ------------------------------------ | ------------------------------------ | ------------------------------------ |
| 2021                | Anett Kontaveit                      | Jekatyerina Alekszandrova            | 4–6, 6–4, 7–5                        |
| ↑ WTA500 torna ↑    |                                      |                                      |                                      |
| 2020                | A koronavírus-járvány miatt elmaradt | A koronavírus-járvány miatt elmaradt | A koronavírus-járvány miatt elmaradt |
| 2019                | Belinda Bencic                       | Anasztaszija Pavljucsenkova          | 3–6, 6–1, 6–1                        |
| 2018                | Darja Kaszatkina                     | Unsz Dzsábir                         | 2–6, 7–6(3), 6–4                     |
| 2017                | Julia Görges                         | Darja Kaszatkina                     | 6–1, 6–2                             |
| 2016                | Szvetlana Kuznyecova                 | Daria Gavrilova                      | 6–2, 6–1                             |
| 2015                | Szvetlana Kuznyecova                 | Anasztaszija Pavljucsenkova          | 6–2, 6–1                             |
| 2014                | Anasztaszija Pavljucsenkova          | Irina-Camelia Begu                   | 6–4, 5–7, 6–1                        |
| 2013                | Simona Halep                         | Samantha Stosur                      | 7–6(1), 6–2                          |
| 2012                | Caroline Wozniacki                   | Samantha Stosur                      | 6–2, 4–6, 7–5                        |
| 2011                | Dominika Cibulková                   | Kaia Kanepi                          | 3–6, 7–6(1), 7–5                     |
| 2010                | Viktorija Azaranka                   | Marija Kirilenko                     | 6–3, 6–4                             |
| 2009                | Francesca Schiavone                  | Volha Havarcova                      | 6–3, 6–0                             |
| ↑ Premier torna ↑   |                                      |                                      |                                      |
| 2008                | Jelena Janković                      | Vera Zvonarjova                      | 6–2, 6–4                             |
| 2007                | Jelena Gyementyjeva                  | Serena Williams                      | 5–7, 6–1, 6–1                        |
| 2006                | Anna Csakvetadze                     | Nagyja Petrova                       | 6–4, 6–4                             |
| 2005                | Mary Pierce                          | Francesca Schiavone                  | 6–4, 6–3                             |
| 2004                | Anasztaszija Miszkina                | Jelena Gyementyjeva                  | 7–5, 6–0                             |
| 2003                | Anasztaszija Miszkina                | Amélie Mauresmo                      | 6–2, 6–4                             |
| 2002                | Magdalena Maleeva                    | Lindsay Davenport                    | 5–7, 6–3, 7–6(4)                     |
| 2001                | Jelena Dokić                         | Jelena Gyementyjeva                  | 6–3, 6–3                             |
| 2000                | Martina Hingis                       | Anna Kurnyikova                      | 6–3, 6–1                             |
| 1999                | Nathalie Tauziat                     | Barbara Schett                       | 2–6, 6–4, 6–1                        |
| 1998                | Mary Pierce                          | Szeles Mónika                        | 7–6(2), 6–3                          |
| 1997                | Jana Novotná                         | Szugijama Ai                         | 6–3, 6–4                             |
| ↑ Tier I-es torna ↑ |                                      |                                      |                                      |
| 1996                | Conchita Martínez                    | Barbara Paulus                       | 6–1, 4–6, 6–4                        |

### Férfi páros
| Év   | Győztesek                                  | Ellenfelek a döntőben                | Eredmény a döntőben                  |
| ---- | ------------------------------------------ | ------------------------------------ | ------------------------------------ |
| 2021 | Harri Heliövaara Matwé Middelkoop          | Tomislav Brkić Nikola Ćaćić          | 7–5, 4–6, [11–9]                     |
| 2020 | A koronavírus-járvány miatt elmaradt       | A koronavírus-járvány miatt elmaradt | A koronavírus-járvány miatt elmaradt |
| 2019 | Marcelo Demoliner Matwé Middelkoop         | Simone Bolelli Andrés Molteni        | 6–1, 6–2                             |
| 2018 | Austin Krajicek Rajeev Ram                 | Makszim Mirni Philipp Oswald         | 7–6(4), 6–4                          |
| 2017 | Makszim Mirni Philipp Oswald               | Damir Džumhur Antonio Šančić         | 6–3, 7–5                             |
| 2016 | Juan Sebastián Cabal Robert Farah          | Julian Knowle Jürgen Melzer          | 7–5, 4–6, [10–5]                     |
| 2015 | Andrej Rubljov Dmitrij Igorevics Turszunov | Radu Albot František Čermák          | 2–6, 6–1, [10–6]                     |
| 2014 | František Čermák Jiří Veselý               | Sam Groth Chris Guccione             | 7–6(2), 7–5                          |
| 2013 | Mihail Elgin Denis Istomin                 | Ken Skupski Neal Skupski             | 6–2, 1–6, [14–12]                    |
| 2012 | František Čermák Michal Mertiňák           | Simone Bolelli Daniele Bracciali     | 7–5, 6–3                             |
| 2011 | František Čermák Filip Polášek             | Carlos Berlocq David Marrero         | 6–3, 6–1                             |
| 2010 | Igor Kunyicin Dmitrij Turszunov            | Janko Tipsarević Viktor Troicki      | 7–6(8), 6–3                          |
| 2009 | Pablo Cuevas Marcel Granollers             | František Čermák Michal Mertiňák     | 4–6, 7–5, [10–8]                     |
| 2008 | Szerhij Sztahovszkij Potito Starace        | Stephen Huss Ross Hutchins           | 7–6(4), 2–6, 10–6                    |
| 2007 | Marat Szafin Dmitrij Turszunov             | Tomáš Cibulec Lovro Zovko            | 6–4, 6–2                             |
| 2006 | Fabrice Santoro Nenad Zimonjić             | František Čermák Jaroslav Levinský   | 6–1, 7–5                             |
| 2005 | Makszim Mirni Mihail Juzsnij               | Igor Andrejev Nyikolaj Davigyenko    | 6–1, 6–1                             |
| 2004 | Igor Andrejev Nyikolaj Davigyenko          | Mahesh Bhupathi Jonas Björkman       | 3–6, 6–3, 6–4                        |
| 2003 | Mahesh Bhupathi Makszim Mirni              | Wayne Black Kevin Ullyett            | 6–3, 7–5                             |
| 2002 | Roger Federer Makszim Mirni                | Joshua Eagle Sandon Stolle           | 6–4, 7–6                             |
| 2001 | Makszim Mirni Sandon Stolle                | Mahesh Bhupathi Jeff Tarango         | 6–3, 6–0                             |
| 2000 | Jonas Björkman David Prinosil              | Jiří Novák David Rikl                | 6–2, 6–3                             |
| 1999 | Justin Gimelstob Daniel Vacek              | Andrij Medvegyev Marat Szafin        | 6–2, 6–1                             |
| 1998 | Jared Palmer Jeff Tarango                  | Jevgenyij Kafelnyikov Daniel Vacek   | 6–4, 6–7, 6–2                        |
| 1997 | Martin Damm Cyril Suk                      | David Adams Fabrice Santoro          | 6–4, 6–3                             |
| 1996 | Rick Leach Andrej Olhovszkij               | Jiří Novák David Rikl                | 4–6, 6–1, 6–2                        |
| 1995 | Byron Black Jared Palmer                   | Tommy Ho Brett Steven                | 6–4, 3–6, 6–3                        |
| 1994 | Jacco Eltingh Paul Haarhuis                | David Adams Andrej Olhovszkij        | visszaléptek                         |
| 1993 | Jacco Eltingh Paul Haarhuis                | Jan Apell Jonas Björkman             | 6–1, feladták                        |
| 1992 | Marius Barnard John-Laffnie de Jager       | David Adams Andrej Olhovszkij        | 6–4, 3–6, 7–6                        |
| 1991 | Eric Jelen Carl-Uwe Steeb                  | Andrej Cserkaszov Alekszandr Volkov  | 6–4, 7–6                             |
| 1990 | Hendrik Jan Davids Paul Haarhuis           | John Fitzgerald Anders Järryd        | 6–4, 7–6                             |

### Női páros
| Év                  | Győztesek                             | Ellenfelek a döntőben                   | Eredmény a döntőben                  |
| ------------------- | ------------------------------------- | --------------------------------------- | ------------------------------------ |
| 2021                | Jeļena Ostapenko Kateřina Siniaková   | Nagyija Kicsenok Raluca Olaru           | 6–2, 4–6, [10–8]                     |
| ↑ WTA500 torna ↑    |                                       |                                         |                                      |
| 2020                | A koronavírus-járvány miatt elmaradt  | A koronavírus-járvány miatt elmaradt    | A koronavírus-járvány miatt elmaradt |
| 2019                | Aojama Súko Sibahara Ena              | Kirsten Flipkens Bethanie Mattek-Sands  | 6–2, 6–1                             |
| 2018                | Alekszandra Panova Laura Siegemund    | Darija Jurak Raluca Olaru               | 6–2, 7–6(2)                          |
| 2017                | Andrea Hlaváčková Babos Tímea         | Nicole Melichar Anna Smith              | 6–2, 3–6, [10–3]                     |
| 2016                | Andrea Hlaváčková Lucie Hradecká      | Daria Gavrilova Darja Kaszatkina        | 4–6, 6–0, [10–7]                     |
| 2015                | Darja Kaszatkina Jelena Vesznyina     | Irina-Camelia Begu Monica Niculescu     | 6–3, 6–7(7), [10–5]                  |
| 2014                | Martina Hingis Flavia Pennetta        | Caroline Garcia Arantxa Parra Santonja  | 6–3, 7–5                             |
| 2013                | Szvetlana Kuznyecova Samantha Stosur  | Alla Kudrjavceva Anastasia Rodionova    | 6–1, 1–6, [10–8]                     |
| 2012                | Jekatyerina Makarova Jelena Vesznyina | Marija Kirilenko Nagyja Petrova         | 6–3, 1–6, [10–8]                     |
| 2011                | Vania King Jaroszlava Svedova         | Anastasia Rodionova Galina Voszkobojeva | 7–6(3), 6–3                          |
| 2010                | Gisela Dulko Flavia Pennetta          | Sara Errani María José Martínez Sánchez | 6–3, 2–6, [10–6]                     |
| 2009                | Marija Kirilenko Nagyja Petrova       | Marija Kondratyjeva Klára Zakopalová    | 6–2, 6–2                             |
| ↑ Premier torna ↑   |                                       |                                         |                                      |
| 2008                | Nagyja Petrova Katarina Srebotnik     | Cara Black Liezel Huber                 | 6–4, 6–4                             |
| 2007                | Cara Black Liezel Huber               | Viktorija Azaranka Taccjana Pucsak      | 4–6, 6–1, [10–7]                     |
| 2006                | Květa Peschke Francesca Schiavone     | Iveta Benešová Galina Voszkobojeva      | 6–4, 6–7(4), 6–1                     |
| 2005                | Lisa Raymond Samantha Stosur          | Cara Black Rennae Stubbs                | 6–2, 6–4                             |
| 2004                | Anasztaszija Miszkina Vera Zvonarjova | Virginia Ruano Pascual Paola Suárez     | 6–3, 4–6, 6–2                        |
| 2003                | Nagyja Petrova Meghann Shaughnessy    | Anasztaszija Miszkina Vera Zvonarjova   | 6–3, 6–4                             |
| 2002                | Jelena Gyementyjeva Janette Husárová  | Jelena Dokić Nagyja Petrova             | 2–6, 6–3, 7–6(3)                     |
| 2001                | Martina Hingis Anna Kurnyikova        | Jelena Gyementyjeva Lina Krasznoruckaja | 7–6(1), 6–3                          |
| 2000                | Julie Halard-Decugis Szugijama Ai     | Martina Hingis Anna Kurnyikova          | 4–6, 6–4, 7–6(5)                     |
| 1999                | Lisa Raymond Rennae Stubbs            | Julie Halard-Decugis Anke Huber         | 6–1, 6–0                             |
| 1998                | Mary Pierce Natallja Zverava          | Lisa Raymond Rennae Stubbs              | 6–3, 6–4                             |
| 1997                | Arantxa Sánchez Natallja Zverava      | Yayuk Basuki Caroline Vis               | 5–3 feladták                         |
| ↑ Tier I-es torna ↑ |                                       |                                         |                                      |
| 1996                | Natalija Medvegyeva Larisa Neiland    | Silvia Farina Elia Barbara Schett       | 7–6, 4–6, 6–1                        |